# The Room (Six Feet Under)
"The Room" es el sexto episodio de la primera temporada de la serie de televisión dramática estadounidense Six Feet Under. El episodio fue escrito por el productor Christian Taylor y dirigido por Rodrigo García. Se emitió originalmente en HBO el 8 de julio de 2001.
La serie está ambientada en Los Ángeles y retrata la vida de la familia Fisher, que dirige una funeraria, junto con sus amigos y amantes. Explora los conflictos que surgen después de que el patriarca de la familia, Nathaniel, muere en un accidente automovilístico. En este episodio, Nate descubre que su padre tenía una habitación secreta sin que la familia lo supiera, mientras que David, de mala gana, va a una cita.
Según Nielsen Media Research, el episodio fue visto por un estimado de 5,29 millones de espectadores en hogares y obtuvo una calificación de hogares de Nielsen de 3,7. El episodio recibió elogios de la crítica, que elogió las actuaciones, la escritura y los temas.

## Trama
En su casa, el señor Jones (Bill Cobbs) se despierta. Intenta despertar a su esposa, Mildred “Hattie” Jones, pero se da cuenta de que ella ha fallecido mientras dormía.
El Sr. Jones visita Fisher & Sons para organizar el funeral, y su actitud molesta a David (Michael C. Hall) y Nate (Peter Krause). También se niega a pagar la cuota, que David le recuerda que es el mínimo indispensable para el funeral. Mientras revisa las finanzas, Nate descubre algunos errores en el libro de contabilidad de su padre. Al investigar más a fondo, descubre que Nathaniel (Richard Jenkins) intercambió servicios funerarios por favores, como conseguir marihuana de una empresaria local y alquilar una habitación encima de un restaurante indio, lo que lleva a Nate a reflexionar sobre qué tan bien conocía realmente a su padre. Cuando trae a Brenda (Rachel Griffiths) y a David para comprobarlo, ambos le dicen que no hay nada de malo en no saber lo que estaba haciendo su padre.
Cuando Ruth (Frances Conroy) lo ignora, Hiram (Ed Begley Jr.) le pide ayuda a David, pero él se niega. Ruth siente nostalgia cuando las flores le recuerdan a sus hijos pequeños y cuando encuentra fotografías de ella desnuda tomadas por Nathaniel. Más tarde, David va a una cita a regañadientes con Tracy, una mujer que está enamorada de él, pero cuya personalidad le molesta. La cita termina mal cuando David finalmente concluye que se siente solo sin Keith. Va a un bar gay, donde finge que le gusta un hombre. El hombre lleva a David a su casa y le practica sexo oral.
Claire (Lauren Ambrose) conoce a Billy (Jeremy Sisto), inmediatamente se interesa por él y él le enseña a la fotografía. Brenda se opone a esto, ya que le preocupa que pueda terminar mal para Claire. Más tarde, Claire lo llama, pero queda claro que Billy no está interesado en nada serio. Brenda consuela a Claire, fumando marihuana con ella. Esa noche, Ruth finalmente visita a Hiram en su casa y se reconcilian.

## Producción

### Desarrollo
El episodio fue escrito por el productor Christian Taylor y dirigido por Rodrigo García. Este fue el primer crédito como guionista de Taylor, y el primer crédito como director de García.

## Recepción

### Audiencia
En su emisión original en Estados Unidos, "The Room" fue visto por un estimado de 5,29 millones de espectadores en hogares, con un rating en hogares de 3,7. Esto significa que fue visto por el 3,7% de los hogares estimados del país, y fue visto por 3,77 millones de hogares. Esto representó un aumento del 14% en la audiencia con respecto al episodio anterior, que fue visto por 4,64 millones de espectadores en hogares con una calificación de 3,2 en hogares.

### Reseñas críticas
"The Room" recibió elogios de la crítica. John Teti, de The AV Club, escribió: "Da miedo ver cuánto cambiamos", dice Ruth, pero parece menos asustada que antes. Las fotos le recuerdan que el cambio ya ha ocurrido antes, por lo que no es una traición si vuelve a ocurrir. De alguna manera indirecta, entonces, la habitación le otorga un momento más de libertad cuando Ruth se acerca a la puerta principal de Hiram y, al menos por ahora, acepta dejar de castigarse a sí misma".
Entertainment Weekly le dio al episodio una calificación de "A-", y escribió: "García demuestra ser una elección inspirada para dirigir este inquietante episodio, con sus escenas surrealistas de Nate drogándose con su padre muerto y flashbacks a la bizarra infancia de Brenda". Mark Zimmer de Digitally Obsessed le dio al episodio una calificación de 4 de 5, escribiendo "El episodio presenta un pequeño homenaje a la famosa secuencia de sueños en el tercer episodio de Twin Peaks. El episodio le da una buena profundidad a los personajes".
TV Tome le dio al episodio una calificación de 8 sobre 10 y escribió: "Si las revelaciones de la semana pasada sobre David y Brenda fueron alucinantes, entonces es bueno ver que los escritores mantienen la intriga aquí. Claro, las sorpresas aquí pueden no ser una sorpresa total (como el uso ocasional de sustancias ilegales por parte de Dead Dad), pero de todos modos te mantienen entretenido". Billie Doux de Doux Reviews le dio al episodio 4 de 4 estrellas perfectas y escribió: "Este episodio me puso filosófica; creo que tenía incluso más capas de significado de lo habitual". Television Without Pity le dio al episodio una calificación de "A–".
En 2016, Ross Bonaime de Paste lo clasificó en el octavo lugar en un ranking de episodios de la serie y escribió: "A principios de la década de 2000, la televisión rara vez era tan ambigua como puede ser hoy, pero "The Room" sigue siendo uno de los mejores ejemplos de narración ambigua bien hecha. Nate descubre que su padre a menudo intercambiaba bienes y servicios a cambio de los costos del funeral, lo que lo lleva a descubrir una habitación que le dieron a su padre en un restaurante. Nate no tiene idea de lo que sucedió en esta habitación y nunca lo descubrirá. Aunque su psique podría presentarle a su padre de vez en cuando, nunca lo conocerá, y ahora que se ha ido, el misterio lo acosará durante toda la serie. Pero en lugar de tratar desesperadamente de encontrar las respuestas, Nate comprende que también puede disfrutar del misterio de su padre fallecido. En "The Room" también llegamos a ver la tristeza de Ruth de formas más poderosas, ya que comienza a darse cuenta de lo sola que está. David intenta encontrar consuelo en otro hombre y Claire se dirige a la sala de estar. Por un camino que lleva directamente al loco Billy. Pero es Billy quien introduce el mundo de la fotografía en la vida de Claire, que será de gran importancia para ella y su futuro".